# Elvin Yunuszade
Elvin Yunuszade (en azéri : Elvin Yunuszadə), né le 22 août 1992 à Qazax (Azerbaïdjan), est un footballeur international azerbaïdjanais qui évolue au poste de défenseur central.

## Biographie

### Carrière en club
Elvin Yunuszade dispute 6 matchs en Ligue des champions, et 15 matchs en Ligue Europa.

### Carrière en sélection nationale
Elvin Yunuszade compte 3 sélections et 1 but avec l'équipe d'Azerbaïdjan depuis 2014. 
Il est convoqué pour la première fois par le sélectionneur national Berti Vogts pour un match amical contre les Philippines le 5 mars 2014, où il marque son premier but en sélection (victoire 1-0).

## Palmarès
Avec le Neftchi Bakou
- Champion d'Azerbaïdjan en 2012 et 2013
- Vainqueur de la Coupe d'Azerbaïdjan en 2013 et 2014

 Avec le Qarabağ FK
- Champion d'Azerbaïdjan en 2016, 2017 et 2018

## Statistiques

### En club
Le tableau ci-dessous récapitule les statistiques d'Elvin Yunuszade lors de sa carrière en club :
| Saison                | Club                   | Championnat           | Championnat | Championnat | Coupe(s) nationale(s) | Coupe(s) nationale(s) | Compétition(s) continentale(s) | Compétition(s) continentale(s) | Compétition(s) continentale(s) | Total | Total |
| Saison                | Club                   | Division              | M.          | B.          | M.                    | B.                    | Comp.                          | M.                             | B.                             | M.    | B.    |
| 2010-2011             | Simurq Zaqatala (prêt) | Premyer Liqası        | 31          | 2           | 1                     | 0                     | -                              | -                              | -                              | 32    | 2     |
| 2011-2012             | Neftchi Bakou          | Premyer Liqası        | 10          | 0           | 3                     | 0                     | -                              | -                              | -                              | 13    | 0     |
| 2012-2013             | Neftchi Bakou          | Premyer Liqası        | 24          | 0           | 5                     | 2                     | C1+C3                          | 4+5                            | 0+0                            | 38    | 2     |
| 2013-2014             | Neftchi Bakou          | Premyer Liqası        | 20          | 1           | 6                     | 0                     | C1                             | 1                              | 0                              | 27    | 1     |
| 2014-2015             | Neftchi Bakou          | Premyer Liqası        | 21          | 0           | 4                     | 0                     | C3                             | 6                              | 0                              | 31    | 0     |
| 2015-2016             | Qarabağ FK             | Premyer Liqası        | 19          | 0           | 4                     | 0                     | C3                             | 2                              | 0                              | 25    | 0     |
| 2016-2017             | Qarabağ FK             | Premyer Liqası        | 4           | 0           | -                     | -                     | C1+C3                          | 1+2                            | 0+0                            | 7     | 0     |
| Total sur la carrière | Total sur la carrière  | Total sur la carrière | 129         | 3           | 23                    | 2                     | -                              | 21                             | 0                              | 173   | 5     |

### Buts en sélection
Le tableau suivant liste les résultats de tous les buts inscrits par Elvin Yunuszade avec l'équipe d'Azerbaïdjan.